# Conus purpurascens
Conus purpurascens is een in zee levende slakkensoort uit het geslacht Conus. De slak behoort tot de familie Conidae. Conus purpurascens werd in 1833 beschreven door G.B. Sowerby II. Net zoals alle soorten binnen het geslacht Conus zijn deze slakken roofzuchtig en giftig. Zij bezitten een harpoenachtige structuur waarmee ze hun prooi kunnen steken en verlammen.